# Centrostephanus besnardi
Espèce
Centrostephanus besnardi est une espèce d'oursins de la famille des Diadematidae.

## Description
C'est un oursin régulier : son test (coquille) est de forme ronde (mais légèrement aplati dorsalement), la bouche est située au centre de la face orale (inférieure) et l'anus (« périprocte ») à l'oppose, au sommet, avec les orifices génitaux et le madréporite. Le corps est couvert de longs piquants appelés « radioles ».

## Répartition
Cette espèce a été décrite au large du Brésil, sur l'île de Trinidad.